# Constantin Balmuș
Constantin Balmuș (n. 25 mai 1898, Murgeni, România – d. 13 iulie 1957, București, România) a fost un filolog român, specialist în limbile clasice, membru titular al Academiei Române. A fost profesor la Universitatea din Iași; în 1948 Constantin Balmuș a fost transferat la Universitatea București. A publicat printre altele: Tehnica povestirii la Plutarh (1925), Tucidide. Concepția și metoda sa istorică (1956) și alte studii filologice și istorice, antologii de literatură latină și greacă destinate învățământului, precum și traduceri din limba greacă, însoțite de studii introductive și comentarii.
Constantin Balmuș a fost bursier al Școlii române din Roma între anii 1925-1926.
Constantin Balmuș a fost deputat în Marea Adunare Națională în sesiunea 1948-1952.

## Opera
- Études sur le style de Saint Augustin dans les Confessions et la Cité de Dieu, Les Belles Lettres, 1930.
- Tratatul despre stil, Tip. A.A. Terek, 1943.

## Traduceri
- Longos (1922), Daphnis și Chloe, tradus de Balmuș, Constantin Ion, București: Editura Cultura Națională